# Сух лед
Сух лед е популярното име на твърдото агрегатно състояние на въглеродния диоксид (CO2). Обикновено се използва като временен охладител. При атмосферно налягане и стайна температура сухият лед сублимира (превръща се в газ, без да преминава през течна фаза). Температурата на сублимация при нормално налягане е -78,5°C (194,65 K). При изпаряването си поглъща около 590 kJ/kg (140 kcal/kg) топлина. Ниската температура и сублимацията направо в газ правят сухия лед много ефективен и удобен охладител, тъй като е по-студен от леда и не оставя течна вода, докато се променя състоянието му.

## История
През 1835 г. френският изобретател Адриен Тилоре (фр. Adrien Jean-Pierre Thilorier) публикува първото описание на сухия лед. Сипвайки течен въглероден диоксид в колба, той забелязва, че тя почти изцяло се изпълва с бял, пухкав, подобен на сняг материал, който силно прилепва към стените на колбата. Тилоре съобщава за откритието си на Френската академия на науките, без да се досети, че откритото от него вещество представлява твърд въглероден диоксид. През следващите 60 години сухият лед не намира практическо използване извън лабораториите.
През 1897 г. във Великобритания е издаден патент за производство на твърд въглероден диоксид на военния медик Хърбърт Самуел Елуорти (англ. Herbert Samuel Elworthy), който го използвал за производство на газирана вода за уиски.
През 1924 г. в САЩ Томас Слейт (англ. Thomas B. Slate) прави заявка за патент за търговия с твърд въглероден диоксид, става първият, който успява в тази индустрия. През 1925 г. фирмата DryIce Corporation of America регистрира търговската марка Dry ice („Сух лед“). Появяват се много клиенти, предимно производители на сладолед. Постепенно изразът „сух лед“ става нарицателно, и през 1932 г. търговската марка е анулирана.

## Производство
Сухият лед се произвежда лесно.
1. Въглеродният диоксид се компресира и замразява, докато се превърне в течност.
2. Налягането се намалява. Малко течен въглероден диоксид се изпарява, което причинява бързото понижаване на температурата на останалия течен въглероден диоксид. Охлаждането превръща течността в снегоподобна консистенция.
3. Снегообразният въглероден диоксид се пресова в малки пелети или големи блокове сух лед.

Сухият лед се произвежда в две стандартни форми – блокове и цилиндрични пелети. Стандартният блок обикновено тежи приблизително 30 kg. Най-често се използват при корабоплаване, защото те сублимират бавно на относително малки площи. Диаметърът на пелетите е 1 cm и се опаковат по-лесно. Тази форма е по-подходяща и се ползва например в магазини и лаборатории.

## Употреба
Сухият лед обикновено се използва за опаковани артикули, които трябва да бъдат студени (например сладолед) без хладилни машини. В медицината се използва за замразяване на брадавици, за да се премахнат по-лесно (течният азот се справя по-добре). В строителната индустрия се използва за разкъртване на залепени с асфалт плочи, като ги свива и напуква, а също така се ползва за замразяване на водата в тръбите, за да се поправят. В лабораториите сух лед на каша в органичен разтворител е полезна замразяваща смес за студени химични реакции.
Сухият лед може да се използва за правенето на сладолед. Може да бъде ползван за газиране на вода и други течности като например бира. Може да се използва също така и като стръв за улавянето на комари и други насекоми.
Когато сух лед се постави във вода, сублимацията се ускорява и се получава ниско стелещ се гъст дим. Това се използва в димните машини в театрите и нощните клубове за драматичен ефект.

### Употреба в индустрията
Сухият лед има множество приложения в индустрията, например струйно почистване на машинни компоненти (подобно на пясъкоструене). При този процес пелети сух лед се изстрелват от тръба със сгъстен въздух. Това може да премахне остатъци върху промишлени съоръжения, например мастила, мазнини, лепила, бои, плесени, гума. Почистващият процес става на база множество микроексплозии. Първоначалният ефект от микроекплозията е сублимирания въглероден диоксид. Експлозията включва три фактора:
1. кинетична енергия;
2. термален шок;
3. термална кинетична енергия.

Кинетичната енергия на пелетите сух лед се променя, когато се удари в повърхност, откъртвайки остатъци, както при други експлозии. Ефектът на термалния шок се проявява, когато студеният сух лед се удари в много по-топла повърхност и се проявява бърза сублимация. Термалният кинетичен ефект е резултат от бързата сублимация от удара на леда в повърхност. Тези фактори, обединени заедно, формират „микроексплозия“ на въглеродния диоксид, където всяко парче сух лед се удря, откъртвайки остатъци.